# کلاسر (زنجان)
کلاسر یک منطقهٔ مسکونی در ایران است که در دهستان قره‌پشتلو بالا واقع شده‌است.خرابه براساس سرشماری مرکز آمار ایران در سال ۱۳۹۵، کلاسر ۵۴ نفر جمعیت دارد.